# Émile Deriaz
Émile Deriaz (Baulmes, 14 aprile 1879 – Igny, 28 marzo 1938) è stato un atleta, sollevatore e wrestler svizzero naturalizzato francese.

## Carriera
Fratello di Maurice Deriaz, fu uno dei pionieri del wrestling: disputò 36 match tra il 1901 e il 1912 con la nazionalità francese (1901-1903) e tedesca (1909-1912), vincendone 25 e perdendone 6. Nel sollevamento pesi vinse una medaglia di bronzo agli europei del 1900 a Rotterdam, gareggiando per la Francia, nella categoria Open (senza limiti di peso). Vinse inoltre una medaglia di bronzo nel torneo riservato ai professionisti dei campionati mondiali del 1903 di Parigi, gareggiando per la Svizzera, con il nome Emiel Deriac.
Nel 1906 partecipò ai campionati francesi di atletica leggera, gareggiando nel getto del peso e nel lancio del disco.
I suoi funerali si tennero il 4 aprile 1938. Venne inumato nel colombario di Père-Lachaise.